# Пауэлл, Эрик Уолтер
Эрик Уолтер Пауэлл (англ. Eric Walter Powell; 6 мая 1886, Эдмонтон, Большой Лондон или Hornsey, Мидлсекс — 17 августа 1933, Piz Roseg, Граубюнден или Понтрезина, Граубюнден) — британский гребец, бронзовый призёр летних Олимпийских игр 1908 года.
На Играх 1908 года в Лондоне Пауэлл входил во второй экипаж восьмёрок Великобритании. Его команда сразу попала в полуфинал, где проиграла сборной Бельгии. Несмотря на это, она разделила третье место и получила бронзовые медали.